# Avenue McGill College
 (mars 2022).
Si vous disposez d'ouvrages ou d'articles de référence ou si vous connaissez des sites web de qualité traitant du thème abordé ici, merci de compléter l'article en donnant les références utiles à sa vérifiabilité et en les liant à la section « Notes et références ».
Ne doit pas être confondu avec Rue McGill.
L'avenue McGill College est une avenue prestigieuse de Montréal, au Canada. 

## Situation et accès
D'axe nord-sud, elle s'étend de la Place Ville-Marie au sud, jusqu’à l'Université McGill au nord, dans l'arrondissement de Ville-Marie. L’avenue permet d'assurer un lien visuel entre le centre-ville de Montréal et le mont Royal.
Cette artère est entièrement bordée d'arbres. Durant les mois d'hiver, ceux-ci sont décorés de lumières.
Intersections notables
- Rue Sainte-Catherine
- Boulevard de Maisonneuve
- Rue Sherbrooke

## Origine du nom
Cette voie doit sa dénomination à l'institution d'enseignement à laquelle elle conduit, l'Université McGill, fondée en 1821.

## Historique

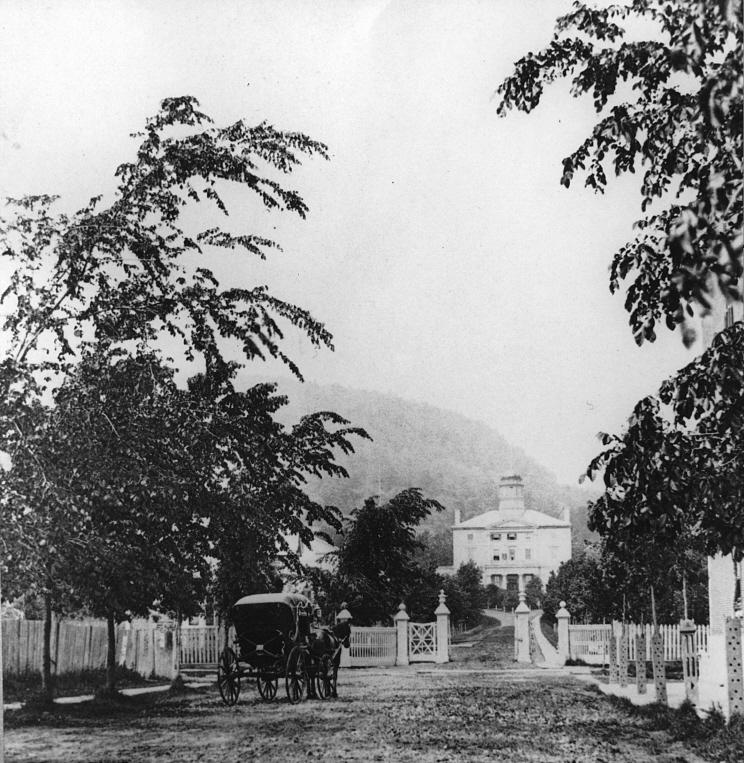
Face à l'université en 1869

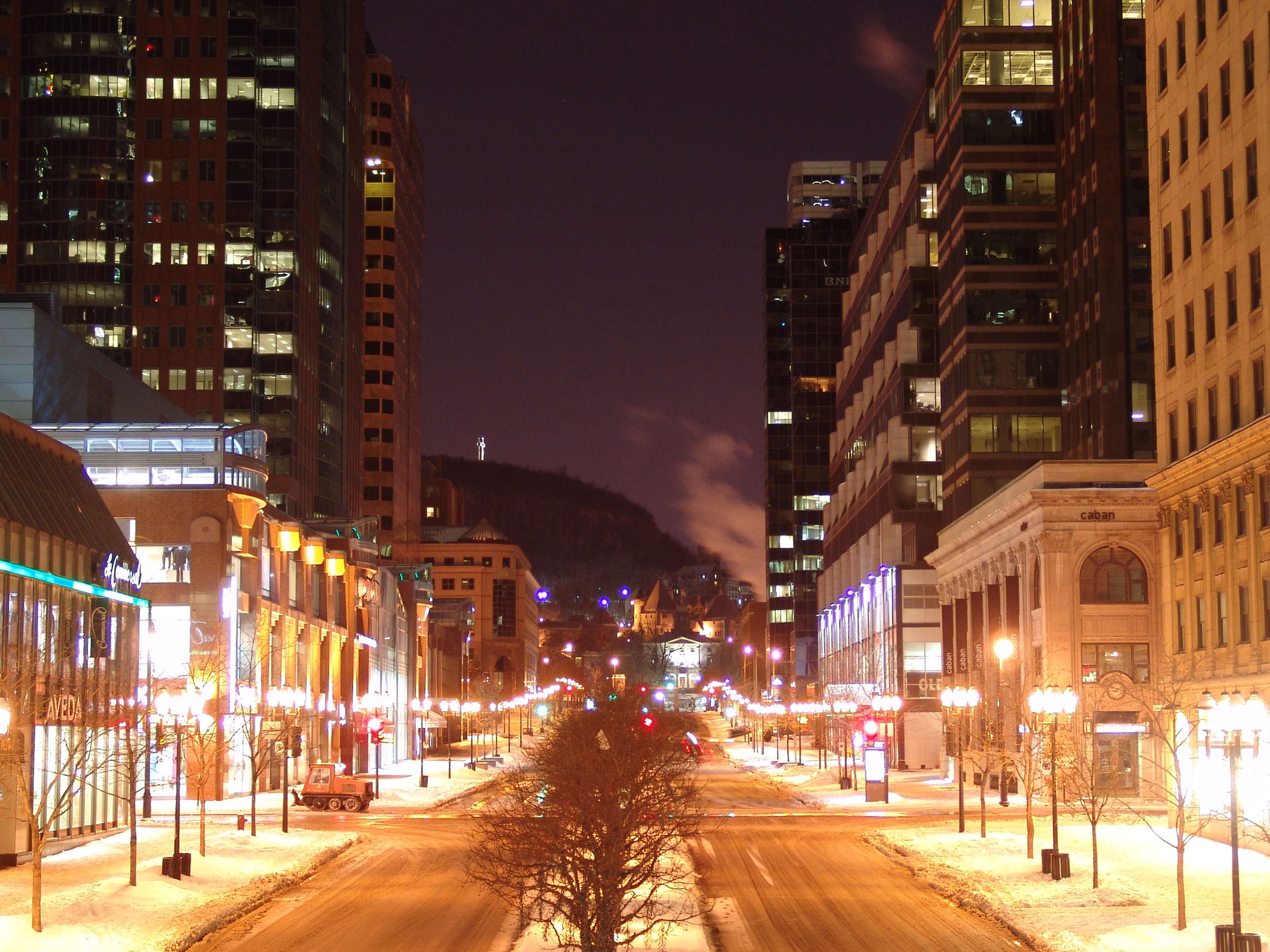
L'avenue McGill College de nuit

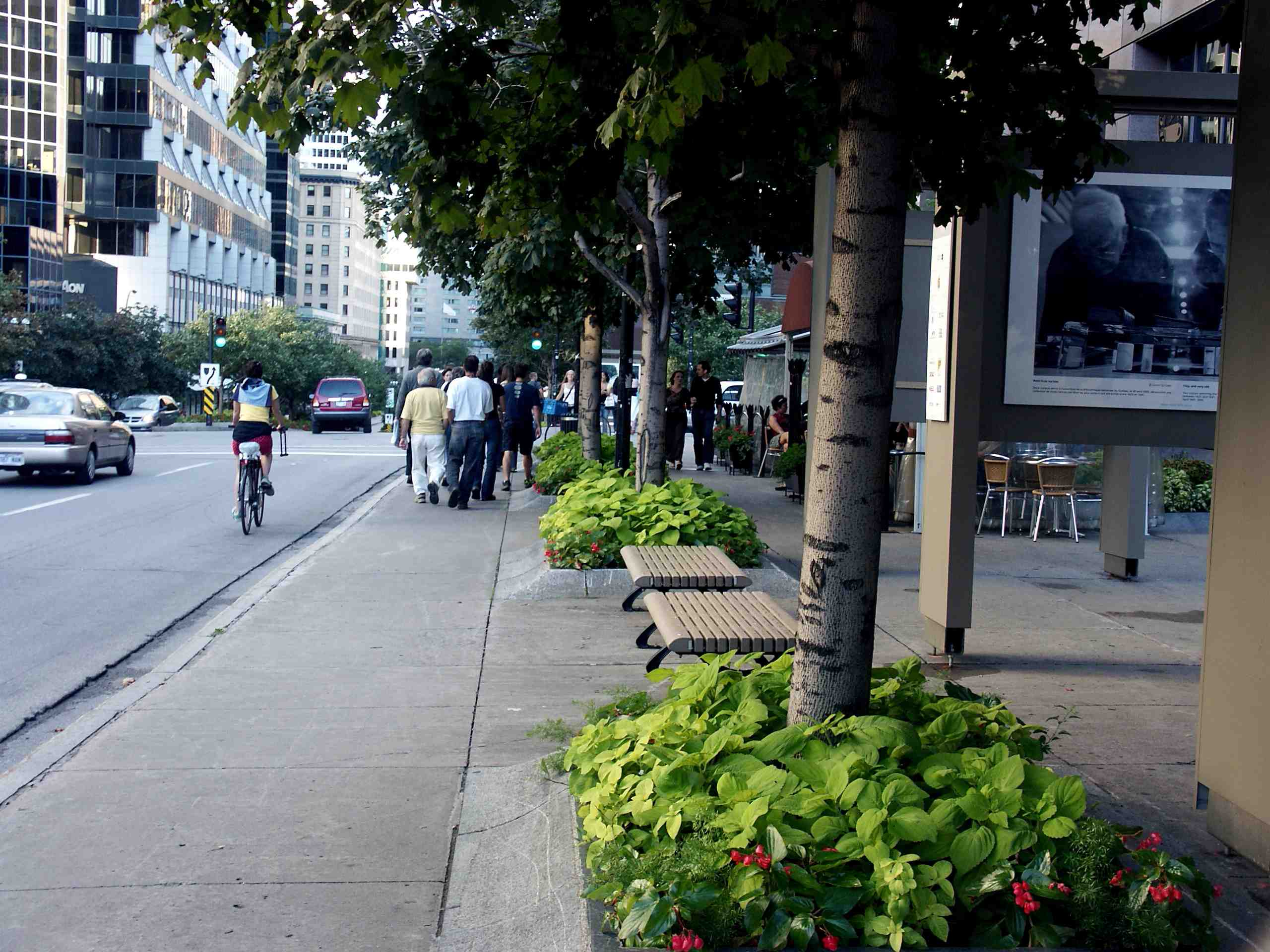
Immédiatement au sud de l'Université McGill

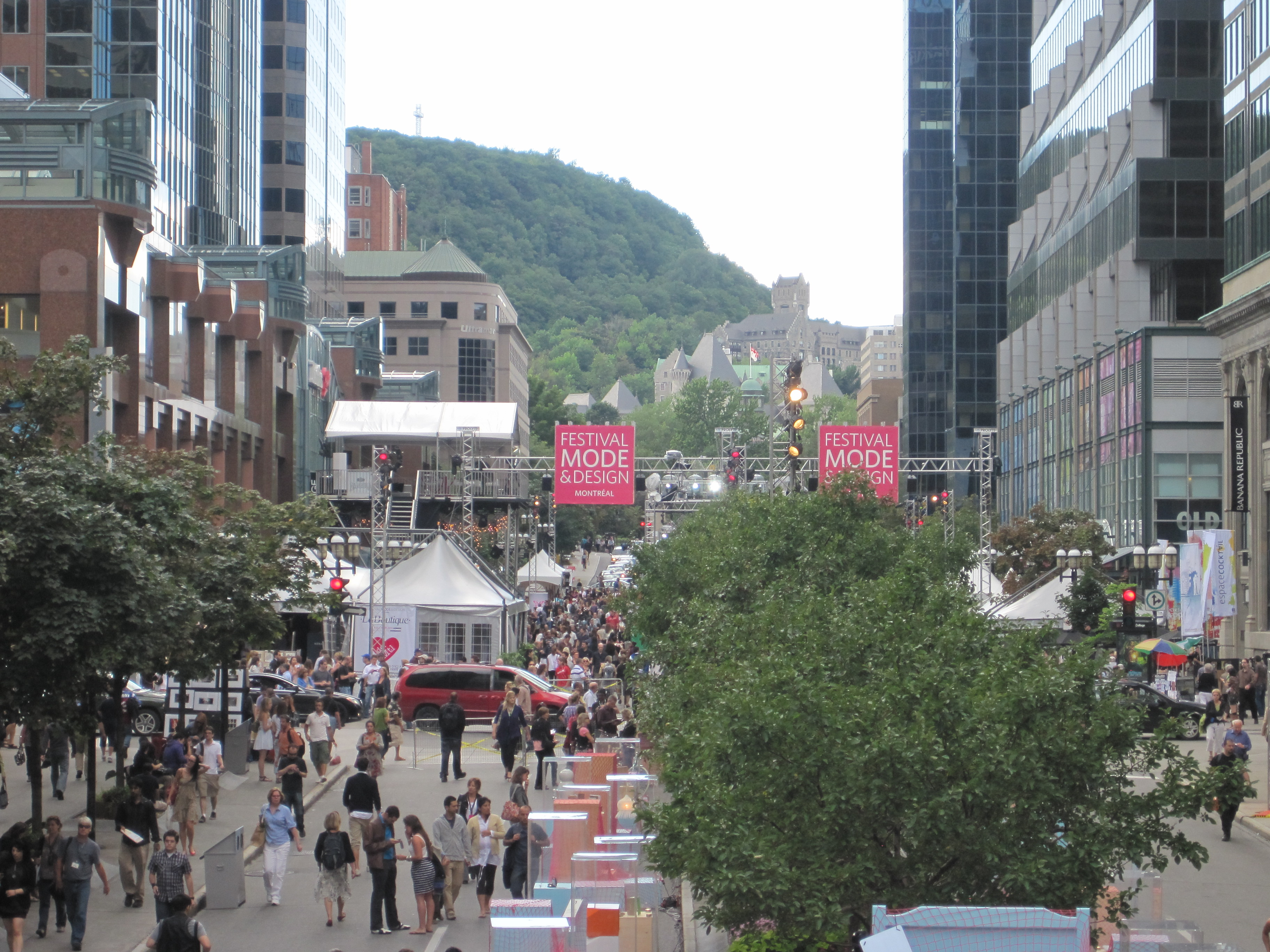
Le Festival Mode & Design de Montréal (août 2010) sur l'Avenue McGill College, avec le Mont Royal en arrière plan

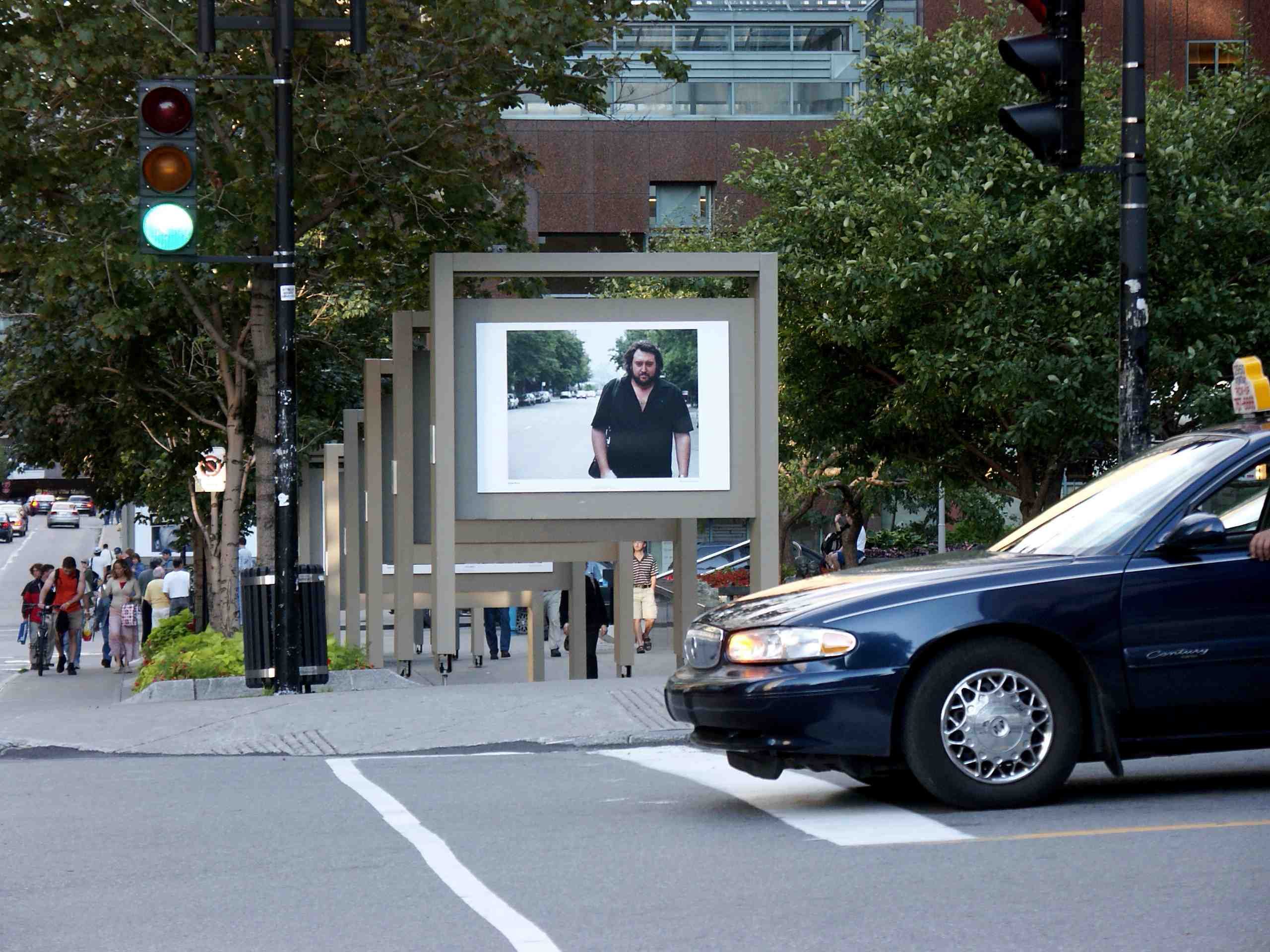
Expositions de photos en 2005

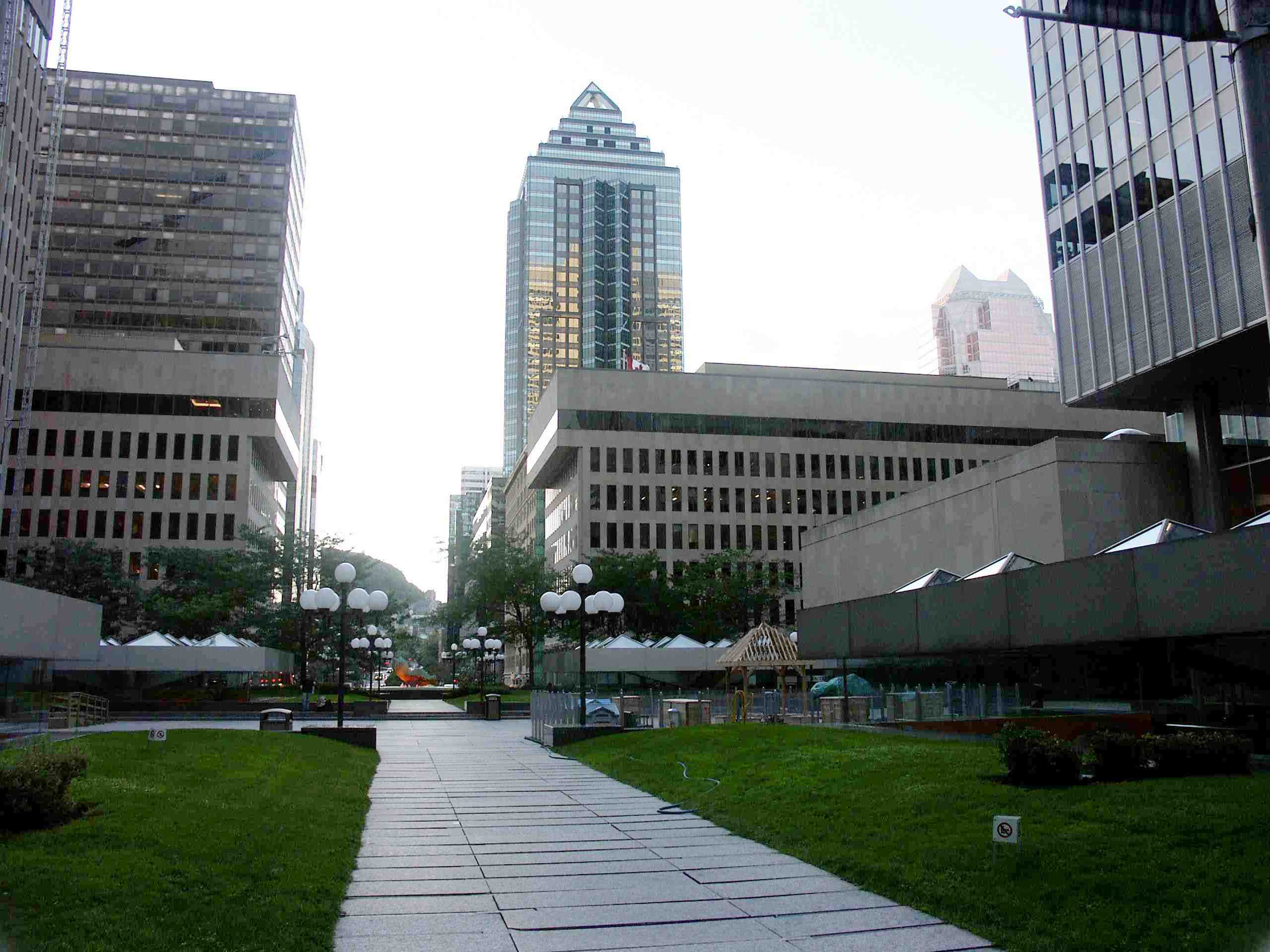
De la Place Ville-Marie, vers l'avenue McGill College à partir du boulevard René-Lévesque

Vers 1840, la ville, alors concentrée dans ce qui est aujourd'hui le Vieux-Montréal et ses faubourgs, prend de l'expansion et les grandes propriétés sur le flanc sud du mont Royal sont divisées en lots à bâtir. En 1843, le premier édifice de l’université McGill, le pavillon des arts, est érigé. En 1856, l'avenue McGill College est tracée dans l'axe de l'allée centrale qui mène à ce pavillon.
Après la Seconde Guerre mondiale, plusieurs grands projets sont planifiés dans le centre-ville dont celui de construire la gare centrale. En 1952, l'architecte français Jacques Gréber soumet un plan directeur à la Ville de Montréal comprenant la proposition d'élargir l'avenue McGill College, créant un axe visuel fort entre le site de la gare et le campus de l'Université McGill, ayant en arrière-plan, le mont Royal.
Or, la préservation de cette percée visuelle n’est pas le fruit du hasard. L’effort pour mettre en valeur les qualités esthétiques et paysagères de la perspective prend racine durant les années 1910, avec le projet du Canadian Northern Railway et est maintenu lors de la conception de la Place Ville-Marie au début des années 1960.
En effet, à la fin des années 1950, le Canadien National confie le développement de sa propriété au promoteur William Zeckendorf qui engage la firme de l’architecte new-yorkais Ieoh Ming Pei. L'architecte conçoit la place Ville-Marie qui comprend une tour emblématique en forme de croix, des édifices qui ceinturent un espace public piétonnier et des galeries souterraines. Son projet inclut une esplanade surélevée de la place Ville-Marie et son belvédère dans l'axe de l'avenue McGill College qui mène à la montagne, respectent l'idée globale du plan de Gréber.

### Années 1980
Au début des années 1980, le projet d'aménagement de l'avenue McGill College se termine. Elle est élargie et dotée d'un terre-plein planté d'arbres. Des îlots entiers de résidences cèdent progressivement la place à des tours à bureaux qui profitent du nouveau prestige de l'avenue. 
En 1983, le promoteur immobilier Cadillac-Fairview annonce son souhait de construire, à l’intersection nord-ouest de la rue Sainte-Catherine et de l’avenue McGill College, un vaste centre commercial couplé à une salle de concert pour l’Orchestre symphonique de Montréal. Ce projet aurait bloqué la travée ouest de l’avenue et une bonne partie de la vue sur la montagne. 
L’administration municipale de Jean Drapeau appuie le projet au départ. Par contre, plusieurs groupes d’acteurs soulèvent une opposition de fond : la Chambre de commerce du Montréal métropolitain, des promoteurs immobiliers, les défenseurs du patrimoine, dont Héritage Montréal, des journalistes ainsi que des citoyens et des citoyennes. Le milieu des affaires est particulièrement interpellé par la question compte tenu du prestige même de la rue qui offre une vue exceptionnelle sur le mont Royal en raison du dégagement que fournit le campus de l’Université McGill. Face à cette opposition, le promoteur accepte d’organiser des consultations publiques sur le design urbain de l’avenue et du complexe proposé. La préservation de la perspective sur la montagne ressort comme un élément à valoriser sans réserve. Le projet de Cadillac-Fairview est donc abandonné.
En 1986, on y dévoile la sculpture La Foule illuminée de l'artiste Raymond Mason. L’avenue McGill College assume le rôle de lien multifonctionnel et visuel entre le centre-ville de Montréal et le mont Royal.

### 21esiècle
Dans le cadre d'un vaste réaménagement de la rue Sainte-Catherine ouest et des espaces environnants, l'avenue va être transformée en trois zones: un espace vert, raccordé au campus de l'Université McGill, entre la rue Sherbrooke et l'avenue du Président-Kennedy ; un espace festif à l'extrémité sud, entre la rue Sainte-Catherine et Place Ville Marie ; et un espace mixte entre la rue Sainte-Catherine et l'avenue du Président-Kennedy, où l'accès aux véhicules serait permis sur un nombre réduit de voies,.

## Expositions publiques
Depuis 2002, pendant la saison estivale, des expositions publiques prennent place sur son trottoir, côté ouest. Elles ont été jusqu’à maintenant consacrées à la photographie, sur un thème donné. Par exemple, en 2005, l'exposition était consacrée à la relation qu'ont les Montréalais avec le livre, dans le cadre de l'événement Montréal, capitale mondiale du livre.

### Festival Mode & Design de Montréal
Depuis 2005, le Festival Mode & Design de Montréal déploie sa programmation chaque année pendant 4 jours consécutifs sur l'avenue McGill College. En 2010, les activités du Festival ont eu lieu du 4 au 7 août. Pendant le Festival, l'avenue est fermée à la circulation du Boulevard de Maisonneuve jusqu'à la Place Ville-Marie.

## Bâtiments remarquables et lieux de mémoire
Du nord au sud :
- Université McGill, entrée du portail Roddick
- Tour Ultramar
- Place mercantile
  - Bureaux montréalais des Papiers Cascades
  - Banque HSBC
  - SITA
  - Orange Business Services
  - Bureaux gouvernementaux du Québec
- 1981 McGill College (aussi appelé Tour BNP) - 1981
- 1501 McGill College (1992)
- Maison Astral (1800 Avenue McGill College) (1988)
- Place Montréal Trust (1988)
- Centre Eaton Montréal
- 1253 avenue McGill College (1927)
- Place Ville-Marie (1962)
- 1800 McGill Collège Avenue : C'est dans cette avenue où se situe le siège social de Ligue nationale de hockey.
- 2000 McGill College (Tour IA, 1986)

### Rose des vents
Une rose des vents en granit est située au milieu de l’espace public de l’avenue McGill College, indiquant le vrai nord géographique plutôt que le nord montréalais, c’est-à-dire, le nord tel que les Montréalais le perçoivent selon l’orientation des rues nord-sud.

## Sources
- Images Montréal : Avenue McGill College
- GrandQuébec : Avenue McGill College
- Site web de la Ville de Montréal
- Ville de Montréal. Les rues de Montréal. Répertoire historique. Montréal, Méridien, 1995